# 斯拉晓夫斯卡亚农村居民点
斯拉晓夫斯卡亚农村居民点（俄语：Слащёвское сельское поселение）是俄罗斯联邦伏尔加格勒州库梅尔任斯卡亚区所属的一个农村居民点。其下辖有13个居民点，行政中心为斯拉晓夫斯卡亚。据2016年统计，该农村居民点的人口为1721人。